# روبن سيلين
روبن سيلين (بالإنجليزية: Robbin Sellin)‏ هو لاعب كرة قدم سويدي سابق، من مواليد 12 أبريل 1990، لعب كلاعب خط وسط.

## روابط خارجية
- روبن سيلين على موقع اتحاد السويد (السويدية)
- روبن سيلين على موقع قاعدة بيانات كرة القدم.إي يو (الإنجليزية)
- روبن سيلين على موقع Soccerway.com (الإنجليزية)